# Ольденбургский, Пётр Георгиевич
Принц  Пётр Георгиевич (Константин Фридрих Петер) Ольденбу́ргский (нем. Herzog Konstantin Friedrich Peter von Oldenburg; 14 (26) августа 1812, Ярославль — 2 (14) мая 1881, Санкт-Петербург) — Его Императорское Высочество (1845), российский военный и государственный деятель, член российского Императорского Дома, внук Павла I, генерал от инфантерии (16.04.1841), шеф Стародубского кирасирского его имени полка, сенатор, член Государственного совета и председатель департамента гражданских и духовных дел, главноуправляющий IV отделением Собственной Е. И. В. канцелярии, почётный опекун и председатель Санкт-Петербургского опекунского совета, главный начальник женских учебных заведений Ведомства императрицы Марии, попечитель Императорского училища правоведения, Санкт-Петербургского коммерческого училища, Императорского Александровского лицея, почётный член различных ученых и благотворительных обществ, председатель Российского общества международного права, попечитель Киевского дома призрения бедных, покровитель Глазной лечебницы. Старшая дочь Великая княгиня Александра Петровна  причислена к лику святых как преподобная Анастасия Киевская.

## Ранние годы
За несколько дней до Бородинской битвы у принца Георгия Петровича Ольденбургского и супруги его великой княжны Екатерины Павловны родился сын, названный при крещении Константин-Фридрих-Пётр, известный впоследствии в России под именем принца Петра Георгиевича. Четырёх месяцев от рождения принц лишился отца и был перевезён к бабке своей, императрице Марии Фёдоровне, супруге императора Павла I, а затем, когда Екатерина Павловна вступила в новый брак с наследным принцем Вюртембергским, он последовал за своей матерью в Штутгарт.
На восьмом году от роду он лишился матери и был по её желанию, высказанному принцессой перед кончиной, отвезён в Ольденбург к деду своему, герцогу Ольденбургскому Петру-Фридриху-Людвигу, где и получил дальнейшее воспитание вместе со старшим своим братом принцем Фридрихом-Павлом-Александром. В круг наук, которые должен был проходить принц, были между прочим включены древние и новые языки, геометрия, география, а также и русский язык. В последнее время пребывания своего в Ольденбурге принц с особенной любовью занимался юридическими науками и логикой под руководством Христиана Рунде. В 1829 году по Адрианопольскому миру Греция получила политическую самостоятельность и кандидатом на греческий престол некоторые дипломаты того времени называли принца Ольденбургского. Но в конце 1830 года император Николай I вызвал принца (своего племянника) на русскую службу.
1 декабря 1830 года принц прибыл в Петербург, был встречен очень радушно императором, зачислен на действительную службу в лейб-гвардии Преображенский полк и сделан владельцем имения в Петергофе. За время пятилетней службы своей в полку принц сначала командовал 2-м батальоном, а затем (временно) и полком, и за отличие по службе 6 августа 1832 года был произведён в генерал-майоры, а 6 декабря 1834 года в генерал-лейтенанты. По его почину и под его контролем в Преображенском полку была устроена школа; наряду с обучением грамоте в этой школе было обращено также внимание и на нравственную сторону обучаемых.
12 марта 1835 года был назначен членом совета военно-учебных заведений, а в мае следующего года временно исполнял обязанности и начальника военно-учебных заведений. 6 декабря того же года был назначен шефом Стародубского кирасирского полка. При этом, принц не прекращал образования и продолжал заниматься литературой (перевёл в 1834 году на французский язык «Пиковую даму» Пушкина), историей, естественными науками и в особенности науками юридическими (под руководством К. И. Арсеньева).
В 1834 году оставил военную службу. Поводом к переходу на гражданскую службу был следующий случай (известный со слов Половцова, которому рассказывал сам принц). Во время службы его в Преображенском полку принцу пришлось, по служебной обязанности, присутствовать при телесном наказании женщины, причём на обнажённые её плечи были наносимы солдатами палочные удары. Возмущённый такой картиной, принц с места экзекуции поехал к тогдашнему министру внутренних дел графу Блудову и заявил ему, что он никогда более не примет участия в распоряжениях по приведению в исполнение подобного наказания, не существовавшего ни у какого сколько-нибудь просвещённого народа, а потому просил доложить Императору его просьбу об отставке. Принц назначен был членом консультации при министре юстиции, а вслед за тем (23 апреля 1834 года) сенатором.

## Императорское училище правоведения
На новом месте принц быстро убедился, что России остро не хватает чиновников с юридическим образованием, и что для этого необходимо специальное юридическое высшее учебное заведение. Принц подробно разработал проект нового «Училища Правоведения» и поднёс его на благоусмотрение государя, с обещанием пожертвовать сумму, необходимую на приобретение дома и первоначальное обзаведение училища. Письмо принца с проектом, от 26 октября 1834 года, государь передал М. М. Сперанскому, с надписью: 
благородные чувства принца достойны уважения. Прошу, прочитав, переговорить с ним и мне сообщить, как ваши замечания, так и то, что вами с принцем условлено будет.

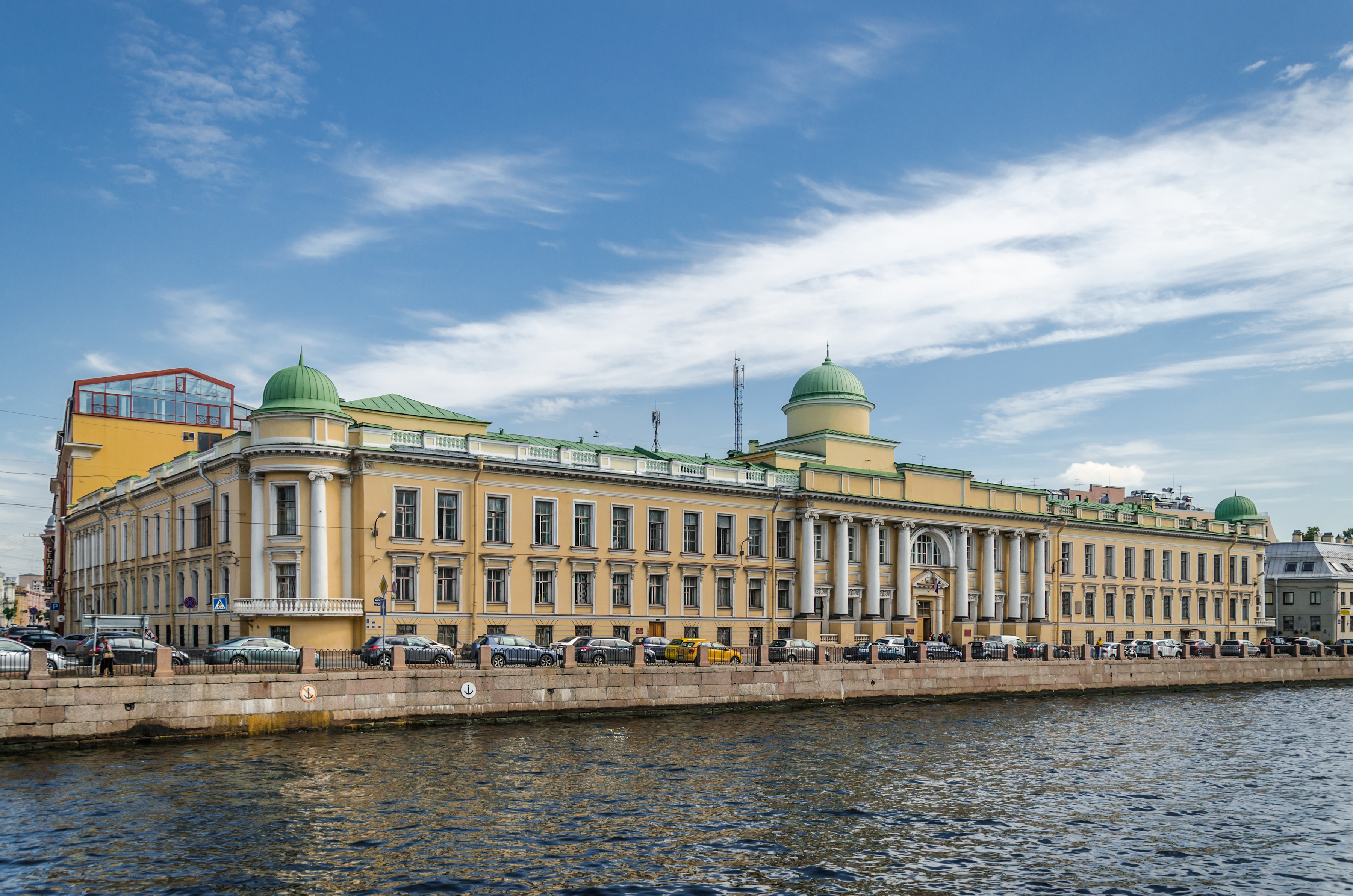
Здание училища в наши дни

29 мая 1835 года в Государственном совете были уже рассмотрены и утверждены выработанные принцем, совместно со Сперанским, проект и штаты училища правоведения, и на третий день последовал высочайший рескрипт, коим принцу вверялось устройство училища. К концу ноября того же года купленное на средства принца здание на углу Фонтанки и Сергиевской улицы (ныне улица Чайковского) было переделано и приспособлено для открытия в нём училища (при этом приобретение здания и его приспособление и обзаведение обошлись принцу более чем в 1 миллион рублей). 5 декабря 1835 года последовало торжественное, в присутствии императора, открытие училища. В тот же день высочайшим рескриптом принц был утверждён в звании попечителя училища и пожалован кавалером ордена Св. Владимира 2-й степени. С момента учреждения училища до самой своей смерти, в течение почти полувека, принц заботился об этом учреждении.

## Общественная деятельность
6 декабря 1836 года ему повелено было присутствовать в Государственном совете в департаменте гражданских и духовных дел с правом занимать должность председателя в его отсутствие. 25 февраля 1842 года высочайше было повелено быть председателем упомянутого департамента, и в этом звании принц принимал деятельное участие в реформах 1860-х годов, именно в реформе крестьянской и судебной.
В апреле 1837 года вступил в брак с дочерью герцога Вильгельма Нассауского — принцессой Терезией-Вильгельминой Шарлоттой.
В 1838 году, ввиду многочисленных личных и служебных занятий, просил об увольнении его от присутствования в Сенате, и просьба эта 17 февраля того же года была удовлетворена. 30 сентября 1839 года был высочайше назначен почётным опекуном в Санкт-Петербургском опекунском совете и членом Советов Воспитательного общества благородных девиц и училища ордена Св. Екатерины. 14 октября того же года ему было поручено управление Санкт-Петербургской Мариинской больницей для бедных.
Деятельность принца приняла более широкий масштаб с 1844 года, когда ему было поручено исполнять должность председательствующего в Санкт-Петербургском опекунском совете. Постепенное увеличение числа женских учебных заведений требовало новых форм управления, их уставы нуждались в пересмотре. Для этого в 1844 году был образован под председательством принца Ольденбургского комитет, который выработал разряды, штаты и программы. Тогда же (30 декабря 1844 года) при IV отделении Собственной его императорского величества канцелярии был учреждён Учебный комитет как центральное управление по учебной части в женских учебных заведениях; а с 1 января 1845 года — особый Главный совет под председательством принца Ольденбургского и долгое время игравший роль как бы особого министерства женского образования в России.
В 1851 году был назначен председателем Учебного комитета, и таким образом стал во главе женского воспитания и образования. В своей деятельности принц заботился и о дальнейшем и более широком развитии учебного дела и шёл всегда навстречу нуждам подведомственных ему учебных заведений. Из трудов и записок принца следует упомянуть составленную им в 1851 году и вскоре осуществлённую записку о преподавании гимнастики; затем «Наставление для образования воспитанниц женских учебных заведений» (1852). В 1855 году Главный совет под председательством принца выработал устав женских учебных заведений, который и был 30 августа 1855 года высочайше утверждён. 19 апреля 1858 года по мысли и указаниям императрицы Марии Александровны и при его деятельном содействии было открыто в России первое семиклассное женское училище для приходящих девиц, наименованное Мариинским, попечителем которого был назначен принц.
В том же году в Петербурге открылись ещё несколько народных училищ. 26 февраля 1859 года принцем были утверждены правила внутреннего порядка Мариинского женского училища, в которых вполне отразились те гуманные идеи, носителем которых был принц. По образцу Мариинского училища вскоре были открыты народные учебные заведения и в провинции; к 1883 году их насчитывалось уже до тридцати. 12 августа 1860 года был высочайше утверждён проект Положения о главном управлении учреждений императрицы Марии; согласно Положению, главное управление этими учреждениями сосредоточивалось в IV отделении Собственной Его Величества канцелярии; главноуправляющий отделением по должности был председателем Главного совета женских учебных заведений и Санкт-Петербургского опекунского совета.
Император назначил главноуправляющим принца П. Г. Ольденбургского и утвердил проект, с тем, чтобы на положении и указе выставлено было: «Тверь, 14 августа, то есть день рождения принца Ольденбургского». 5 мая 1864 года, по случаю столетнего юбилея воспитательного общества благородных девиц в высочайшем рескрипте на его имя было, между прочим, сказано: «звание главноуправляющего было лишь справедливым признанием двадцатилетних Ваших заслуг ко благу заведений, состоящих под непосредственным Вашим покровительством.»
В 1844 году под его председательством были разработаны правила и устав для двухлетних педагогических курсов при Александровских женских училищах в Петербурге и Москве; кроме того, были преобразованы теоретический и практический курсы кандидаток при обоих столичных сиротских институтах. Наконец, ввиду быстрого распространения женских гимназий и недостатка в хорошо подготовленных учительницах в 1863 году были основаны педагогические курсы, а в 1871 году для подготовки учительниц французского языка, по мысли принца и его почину, был учреждён при Николаевском сиротском институте французский класс с двухгодичным курсом для воспитанниц института, окончивших курс с первыми наградами. В 1864 году была учреждена учительская семинария при Санкт-Петербургском воспитательном доме и открыты 20 начальных школ в его округах; число школ, равно как и число приютов, постепенно увеличивалось.
10 марта 1867 года с высочайшего разрешения открыл в Петербурге на собственные средства детский приют на 100 детей под наименованием «Приют в память Екатерины и Марии», с 1871 года переименованный в «Детский приют Екатерины, Марии и Георгия». Кроме того, многими улучшениями и преобразованиями обязано ему и ремесленное училище при Московском воспитательном доме, устав и штаты коего в 1868 году были вновь разработаны и самое училище было переименовано в Императорское Московское техническое училище. Результаты реформ не замедлили скоро сказаться: экспонаты училища привлекали общее внимание на русских и иностранных выставках.
В 1840 году был назначен обер-директором Санкт-Петербургского коммерческого училища, которое подверг коренным реформам. 28 июня 1841 года был высочайше утверждён новый устав училища, и с тех пор принц состоял уже попечителем последнего. В том же году принц принял на себя звание президента Императорского Вольного экономического общества, а с 1860 года был его почётным членом; за время председательства принца был выработан и новый устав общества.
6 ноября 1843 года ему было вверено главное начальство над Александровским лицеем, который в том году был причислен к ведомству учреждений императрицы Марии. В 1880 году создал Русское общество международного права, открытие которого под его председательством последовало 31 мая того года.
Занимался благотворительностью; его средствам и попечению были обязаны своим возникновением и развитием: женский институт принцессы Терезии Ольденбургской; Приют Его Высочества принца П. Г. Ольденбургского; Детская больница принца Петра Ольденбургского; упомянутый выше приют в память Екатерины, Марии и Георгия; Свято-Троицкая община сестёр милосердия; больницы Обуховская, Мариинская, Петропавловская и др.; Воспитательный дом и пр. 28 ноября 1880 года по указу императора Александра II в честь 50-летия пребывания на придворной и государственной службе П. Г. Ольденбургского в ведении Совета Санкт-Петербургского женского патриотического общества Ведомства учреждений императрицы Марии была создана двухклассная женская школа, которой было присвоено название «Школа Петра Георгиевича Ольденбургского».
6 июня 1880 года ректор Московского университета Н. С. Тихонравов на торжественном заседании по случаю открытия памятника А. С. Пушкину объявил об избрании принца П. Г. Ольденбургского, председателя комиссии по сооружению памятника, почётным доктором университета.
Музыкальные произведения принца – фортепианные пьесы, симфонии, опера – в свое время исполнялись в немецких театрах, а в настоящее время его мелодии звучат в одной из сцен балета «Корсар», а также в исполнении некоторых камерных и хоровых коллективов.
Не  остался равнодушным принц и к судьбе Ф. М. Достоевского, приняв посильное участие в освобождении писателя от «солдатчины»
Биограф принца правовед и церковный историк Александр Папков писал: «Никакие почести, никакое положение не могли заслонить перед ним осознанных им обязанностей человека, и сознанных с тою строгостью и отчетливостью, которые доступны только человеку высоко-религиозному, способному на всякие лишения для себя и находящему отраду согреть теплотою добра и участия всякого страждущего. В минуты отдыха и веселья Петр Георгиевич был не в состоянии забыть тех, кому не до отдыха и веселья. Известно, что, являясь гостеприимным Хозяином на своих радушных и частых пирах, он помнил в те минуты о страждущих: на другой день после бала из его конторы отправлялась в учреждения для бедных точно такая же сумма, какая была истрачена ради веселья имущих и счастливых».

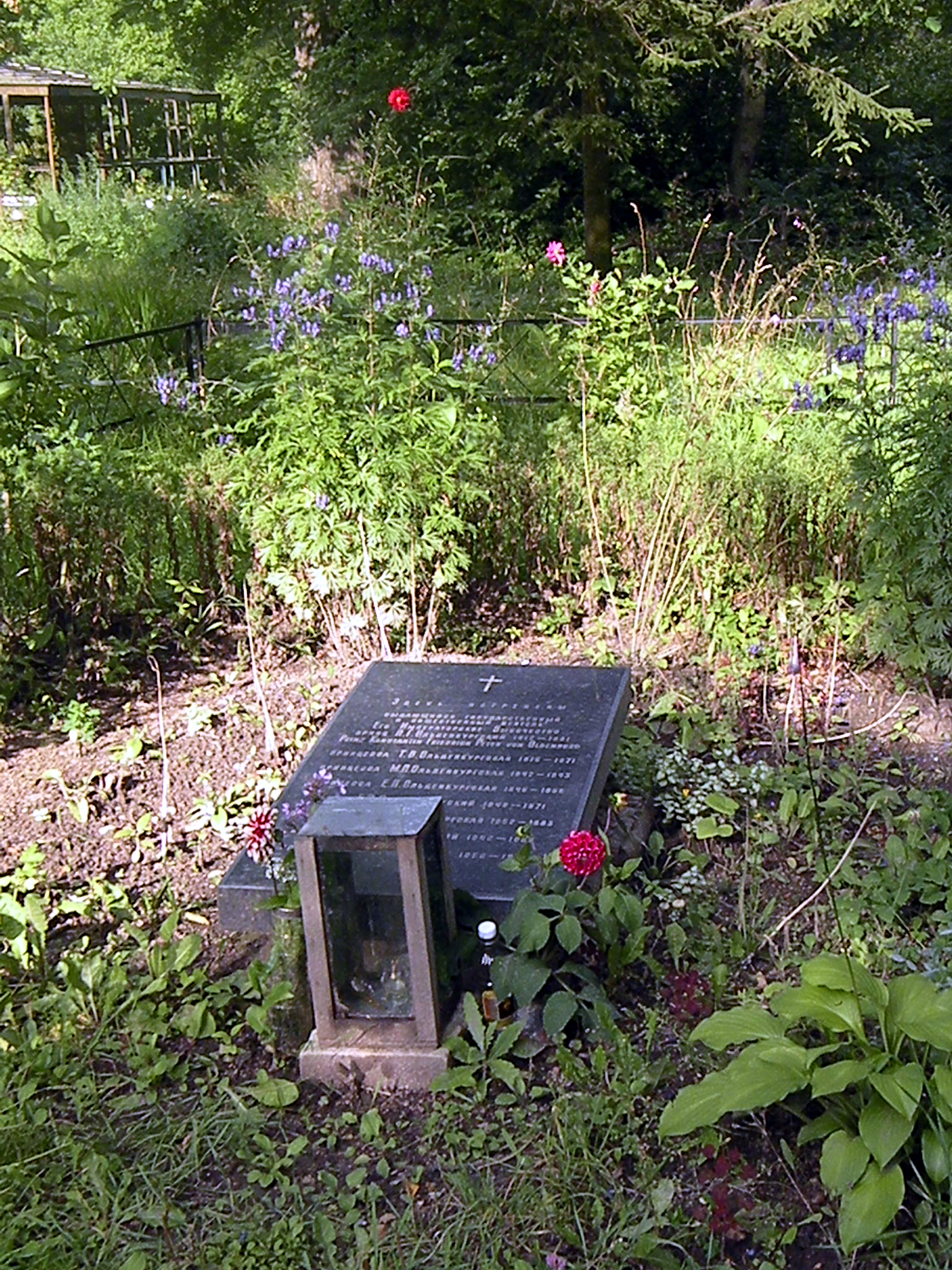
Остатки осквернённой могилы герцога и членов его семьи. Фото 2009 года

Уже старик, справивший пятидесятилетний юбилей своей государственной службы, удручённый недугами и не имевший возможности без посторонней помощи подниматься по лестницам, принц продолжал посещать вверенные ему учреждения, заниматься текущими делами и живо интересоваться всем, что подлежало его ведению.
Скончался от скоротечного воспаления лёгких 2 мая 1881 года, в 7 час 45 мин пополудни. Его смерть была ускорена полученным известием об убийстве террористами императора Александра II, с которым он был в дружеских отношениях.
8 мая 1881 года состоялось торжественное погребение его на кладбище Сергиевой пустыни, на котором в то время находились могилы многих выдающихся граждан Петербурга и Русского государства.
При большевиках кладбище было подвергнуто разорению, могилы представителей знати осквернялись, а само разорение продолжалось и после окончания войны, во время которой кладбище находилось в зоне боевых действий (См. Стрельнинский десант). Массированное уничтожение кладбища началось в 1930-е годы, кладбище сровняли с землёй, но уничтожить его окончательно помешала начавшаяся война. Наибольшие разрушения пришлись на 1960-е годы.
Через много лет на территории возрождающегося монастыря была установлена (1998 год) мемориальная плита с именами погребённых там восьми членов семьи принцев Ольденбургских. К 200-летию принца П. Г. Ольденбургского рядом с плитой установлен (2012 год) бюст работы скульптора С. В. Иванова.

## Военные чины и свитское звание
- Полковник (14.08.1812)
- Генерал-майор (06.08.1832)
- Генерал-лейтенант (06.12.1834)
- Генерал от инфантерии (16.04.1841)
- Генерал, состоящий при Особе Его Величества (08.04.1851)[9].

## Награды
- Орден Святого Андрея Первозванного (22.10.1812)
- Орден Святого Александра Невского (22.10.1812)
- Орден Святой Анны 1-й степени (22.10.1812)
- Орден Святого Владимира 2-й степени (06.12.1835)
- Орден Святого Владимира 1-й степени (14.04.1840)
- Высочайший рескрипт (03.12.1852)
- Душевная признательность Его Императорского Величества (04.12.1860)
- Высочайший рескрипт (05.05.1864)
- Орден Белого Орла (11.06.1865)
- Орден Святого Станислава 1-й степени (11.06.1865)
- Высочайший рескрипт (09.03.1869)
- Высочайший рескрипт (06.12.1872)
- Высочайший рескрипт (26.10.1878)
- Знак отличия беспорочной службы за XV лет (22.08.1850)
- Знак отличия беспорочной службы за XX лет (22.08.1854)
- Золотая медаль «За труды по освобождению крестьян» (05.12.1861)
- Знак отличия беспорочной службы за XL лет (27.12.1870)
- Медаль «В память войны 1853—1856 гг.»
- Знак Российского общества Красного Креста

Иностранные:
- Саксен-Веймарский Орден Белого сокола, большой крест (1826)
- Вюртенбергский Орден Короны 1-й степени (1826)
- Нидерландский Орден льва (1852)
- Ольденбургский Орден Заслуг герцога Петра-Фридриха-Людвига 1-й степени (1852)
- Австрийский Орден Святого Стефана, большой крест (1874)
- Гессен-Дармштадтский Орден Людвига (1860)
- Нидерландский Орден Золотого льва Нассау (1860)
- Греческий Орден Спасителя (1862)
- Шведский Орден Серафимов (21 июня 1879)

## Портреты

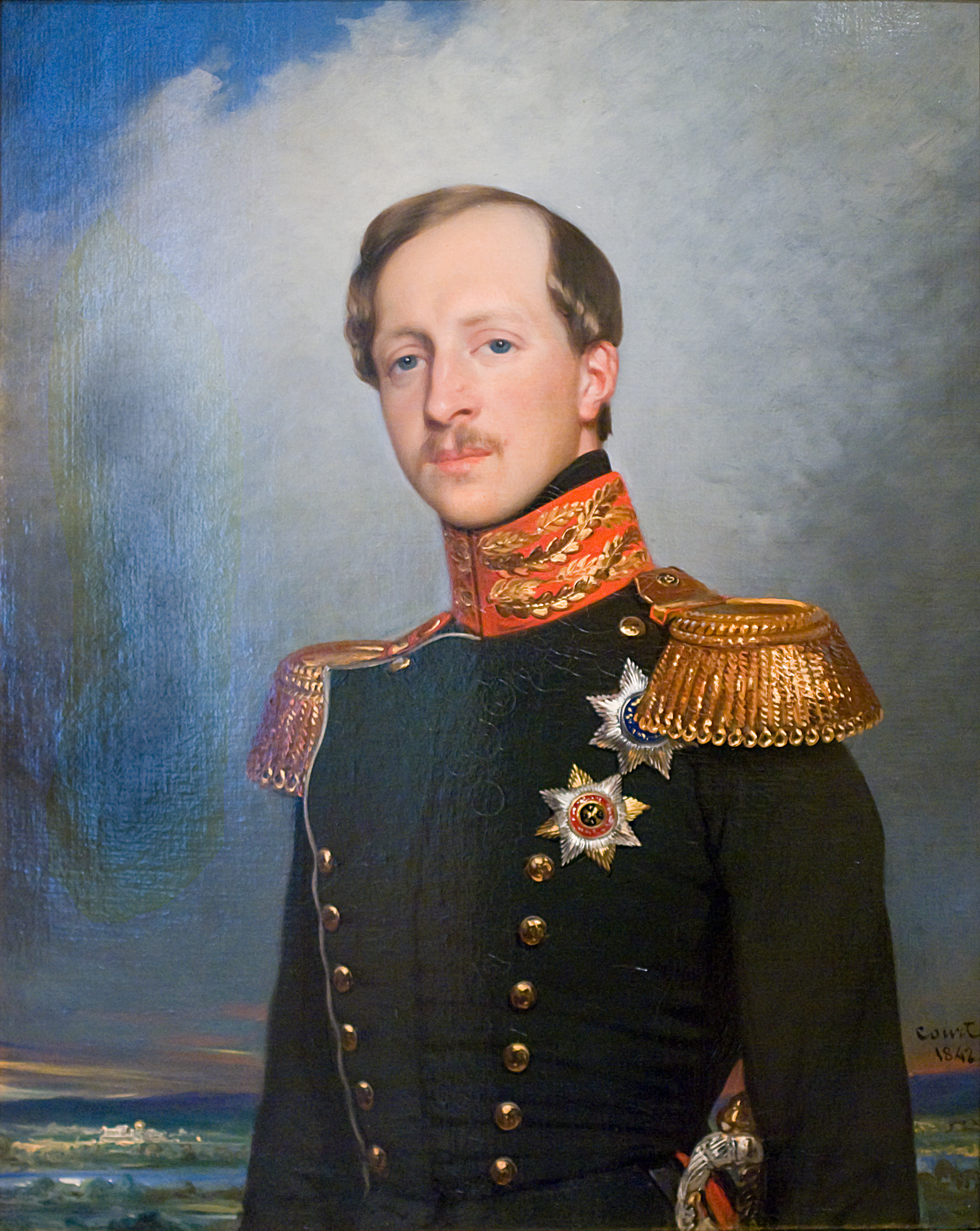
Портрет работы Жозефа-Дезире Кура, 1842 г.
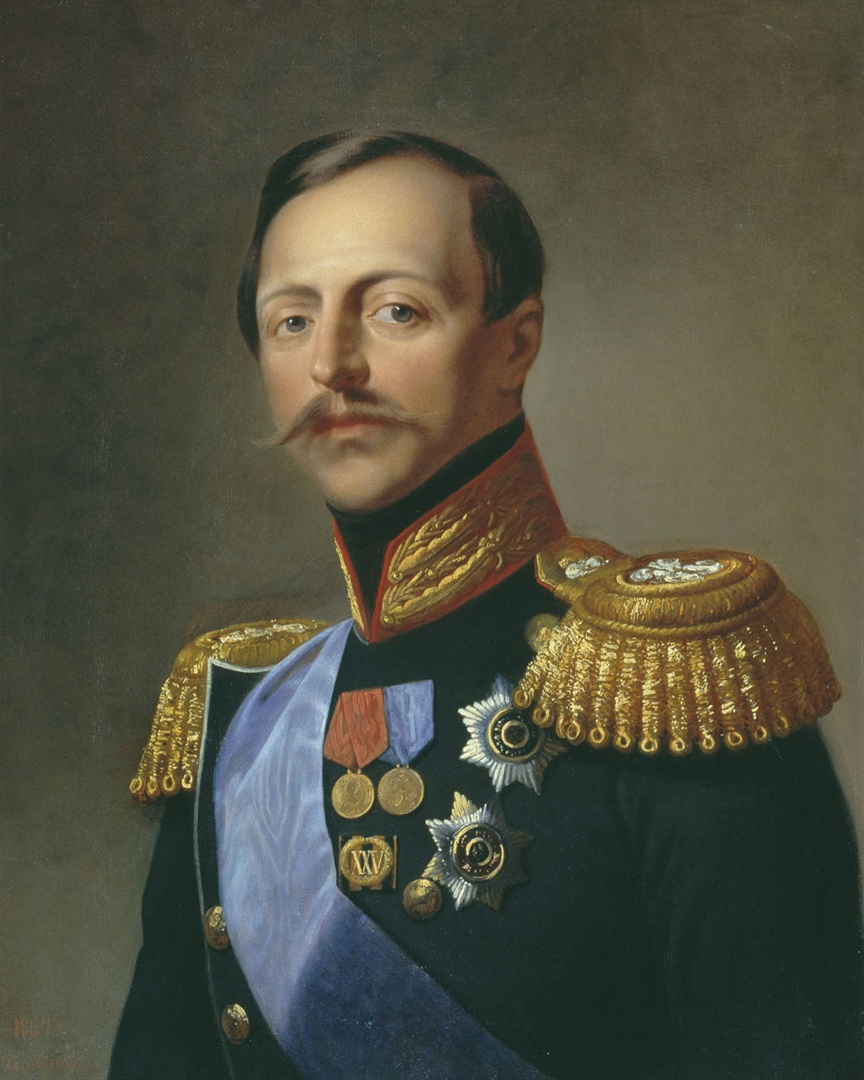
Портрет работы Кирилла Горбунова, 1864 г.
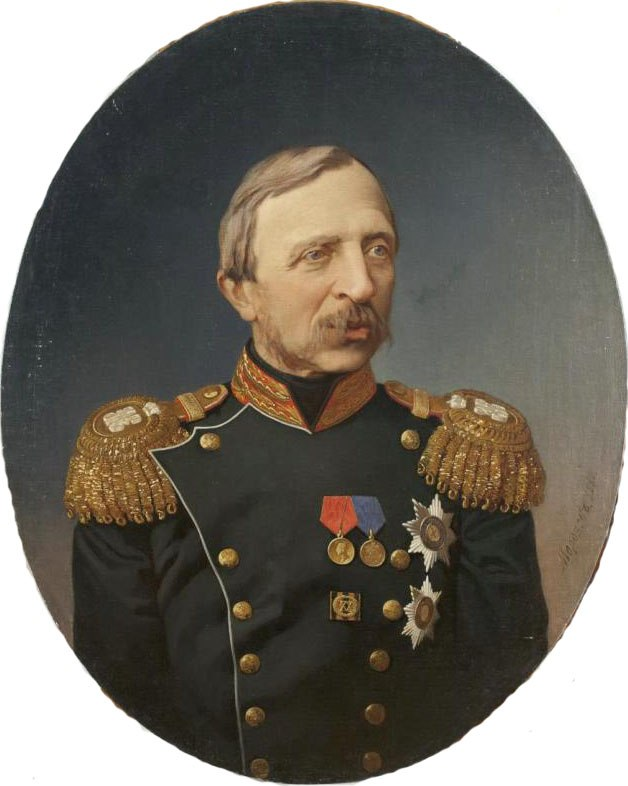
Портрет работы Александра Морозова, 1880 г.
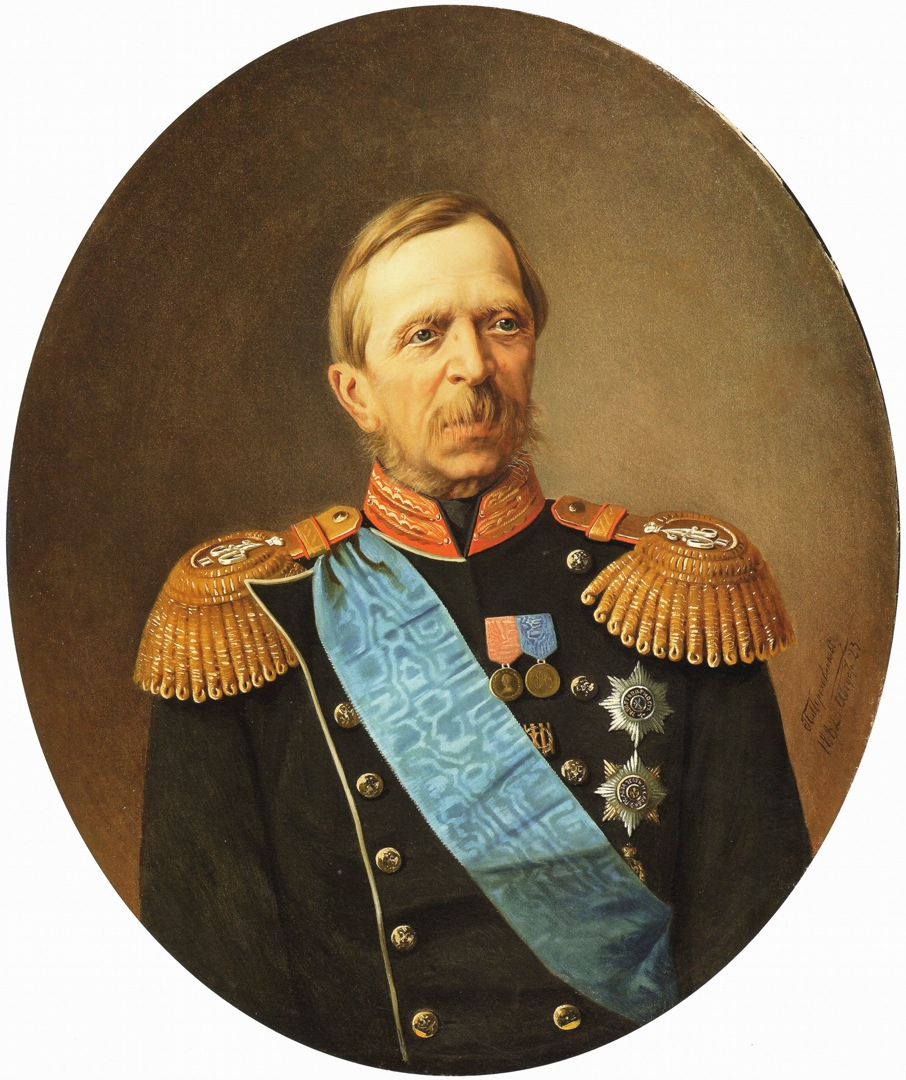
Портрет работы Павла Пороховникова, 1882 г.

## Брак и дети

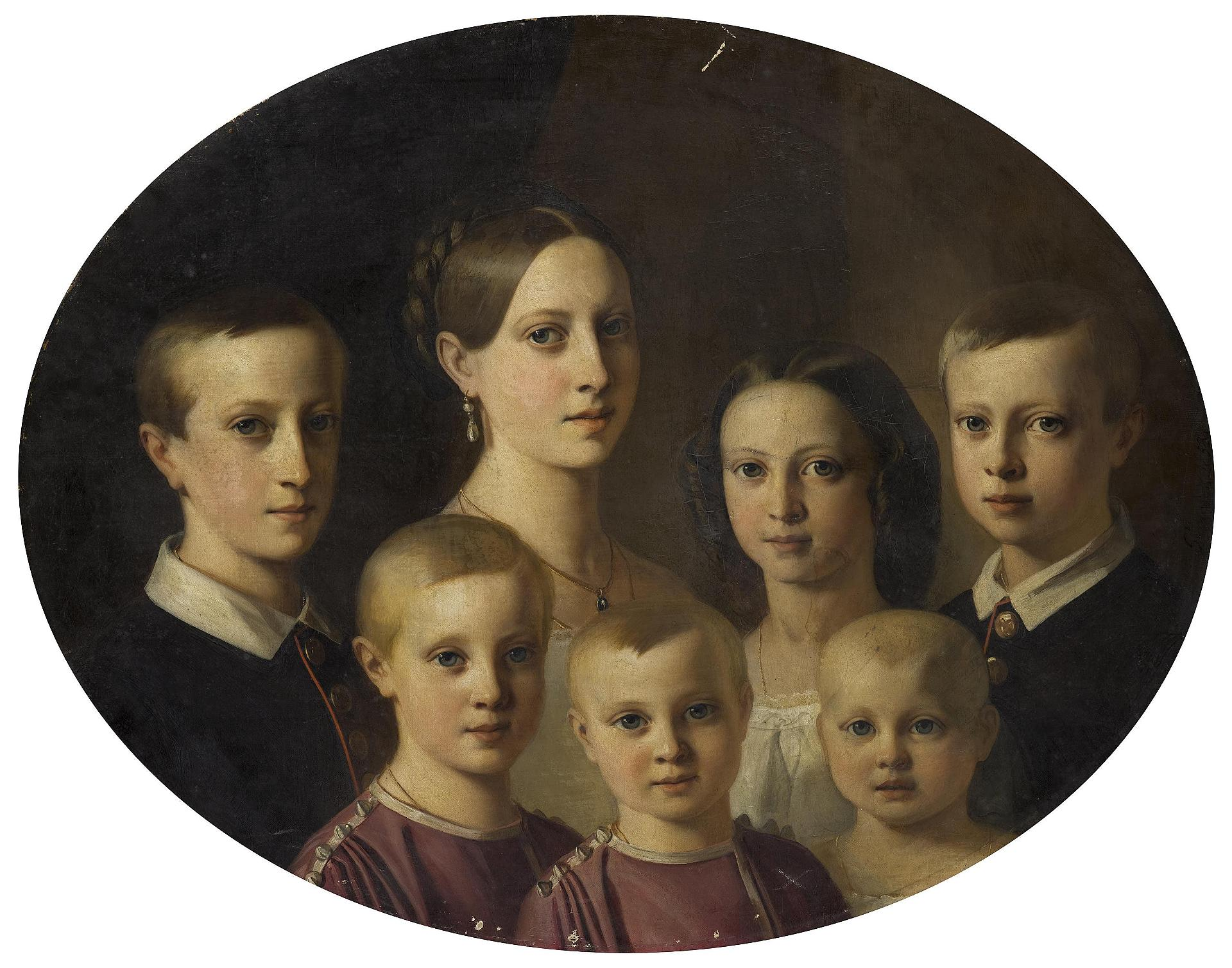
Портрет детей работы Виталя Жана де Гронкеля, 1853 г.

23 апреля 1837 года вступил в брак с принцессой Терезой Вильгельминой Нассауской (1815—1871), дочерью герцога Вильгельма Нассауского (1792—1839) и принцессы Луизы Саксен-Гильдбурггаузенской (1794—1825), сестрой Адольфа Вильгельма Нассауского. В браке родилось 8 детей:
1. Александра (1838—1900), супруга великого князя Николая Николаевича. У них родилось 2 сыновей.
2. Николай (1840—1886), был женат на Марии Ильиничне Булацель. У них родилось 4 детей.
3. Цецилия (1842—1843), умерла в младенчестве.
4. Александр (1844—1932), был женат на Евгении Лейхтенбергской. У них родился один сын.
5. Екатерина (1846—1866), замужем не была. Детей не имела.
6. Георгий (1848—1871), женат не был. Детей не имел.
7. Константин (1850—1906), был женат на Агриппине Константиновне Зарнекау. У них родилось 6 детей.
8. Тереза (1852—1883), супруга Георгия Максимилиановича, 6-го герцога Лейхтенбергского. У них родился один сын.

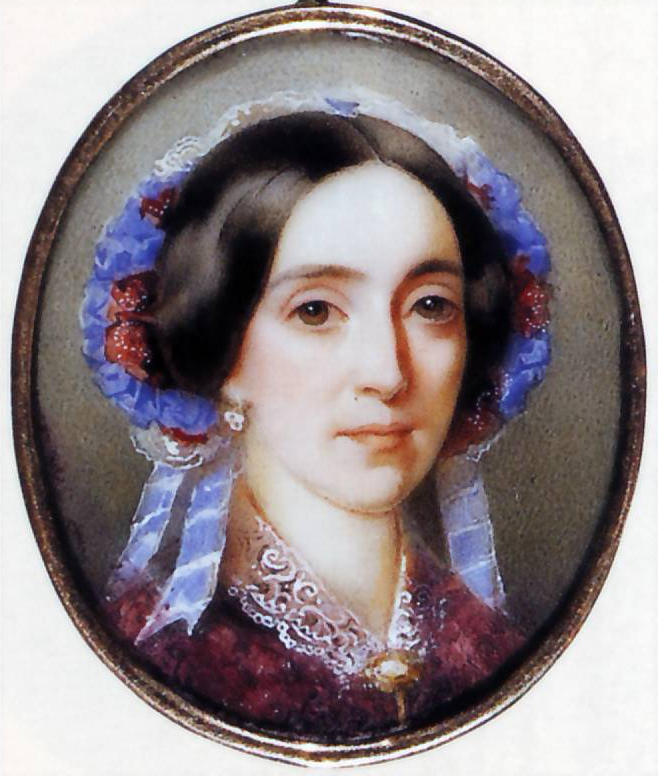
Терезия Вильгельмина Нассауская
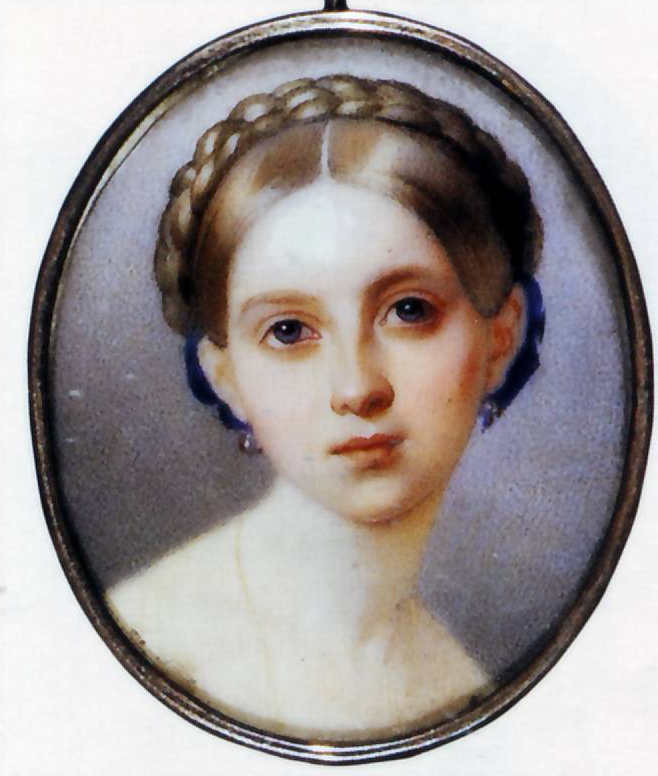
Александра
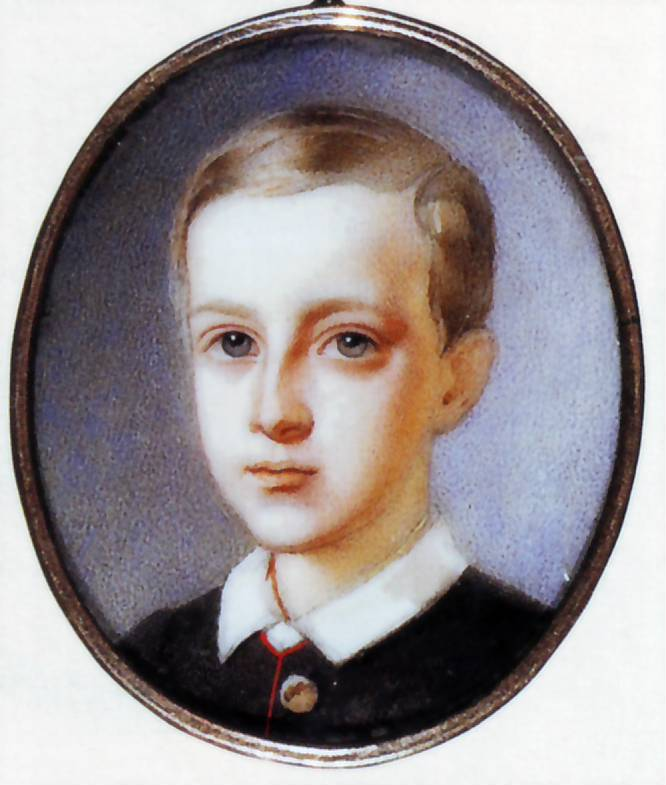
Николай
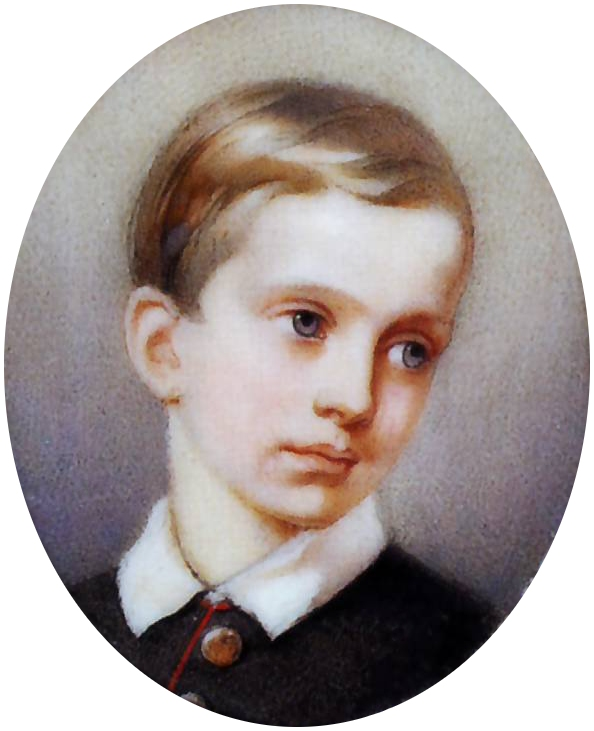
Александр
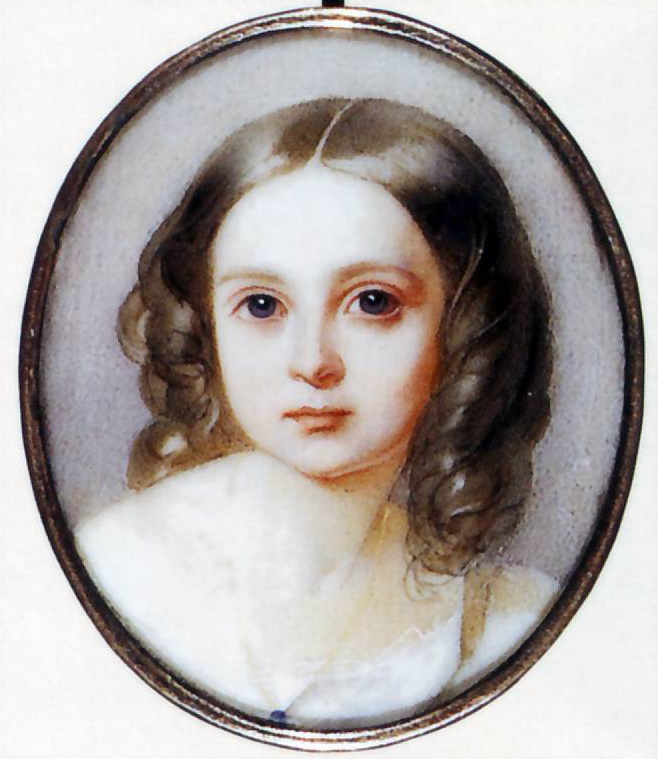
Екатерина
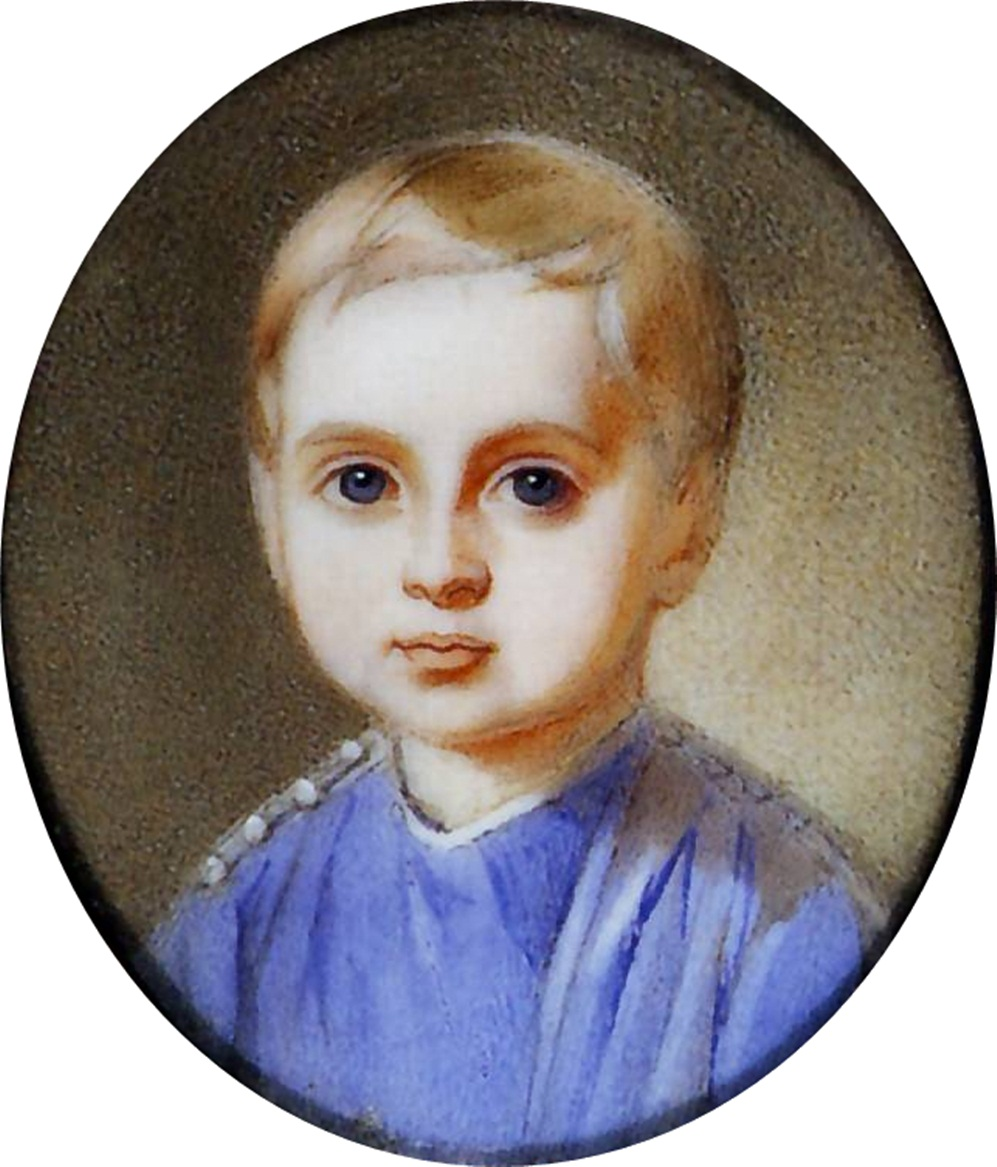
Константин
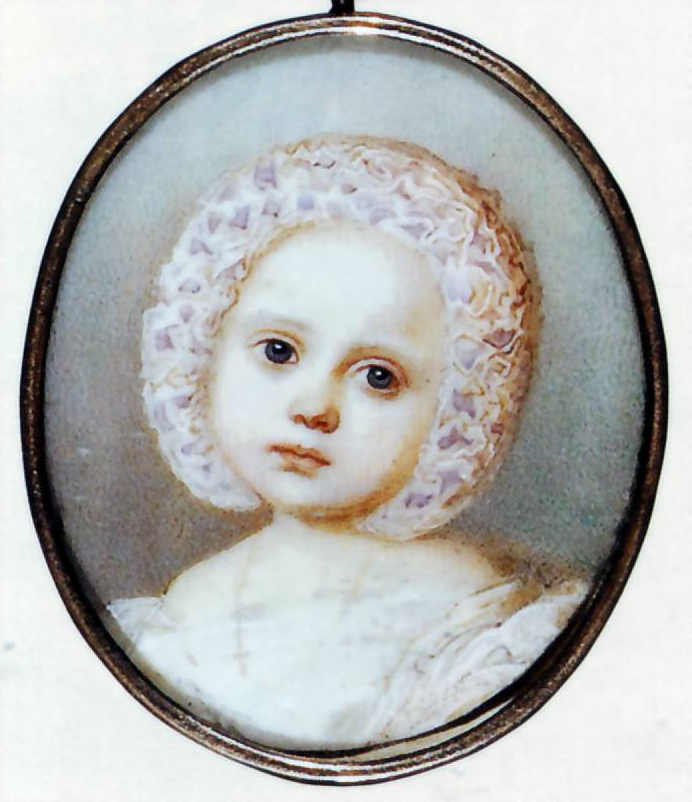
Тереза

## Память
23 октября 1913 года Набережную реки Фонтанки в Санкт-Петербурге в честь него назвали «Набережной Принца Петра Георгиевича Ольденбургского», но в в 1915 году название исчезло. 
В день 125-й годовщины Воспитательного общества благородных девиц и 25-летия вступления принца Ольденбургского в управление ведомством императрицы Марии 5 мая 1889 года на Литейном проспекте, 56 перед зданием Мариинской больницы был воздвигнут в честь принца памятник работы И. Н. Шредера с надписью: «Просвещённому благотворителю принцу Петру Георгиевичу Ольденбургскому. 1812—1881». Памятник представляет принца Ольденбургского в рост, в военном мундире с эполетами. Левая рука принца опирается на книги, положенные на полуколонну с каннелированной верхней частью. Статуя на гранитном четырёхгранном постаменте, на боковых гранях которого бронзовые барельефы на следующие сюжеты: принц принимает экзамен в Екатерининском институте; экзамен в Училище правоведения; сцена в детской больнице с принцем у кровати больного ребёнка. В 1930 году памятник был уничтожен, на его месте поставлен символ медицины — чаша со змеёй.
В феврале 2007 года было принято решение о воссоздании памятника. Это событие должно было быть приурочено к 205-летию Мариинской больницы, и в рамках подготовки места под памятник была демонтирована (и, вероятно, утрачена) чаша со змеёй. Однако, собрать средства и установить монумент удалось только спустя 16 лет. Воссозданный памятник был установлен на своём историческом месте 3 августа 2023 года, а церемония торжественного открытия состоялась позднее, 9 августа.

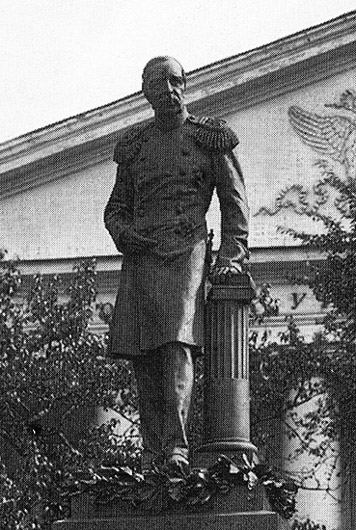
Памятник П. Г. Ольденбургскому у Мариинской больницы, автор И. Н. Шредер (уничтожен)
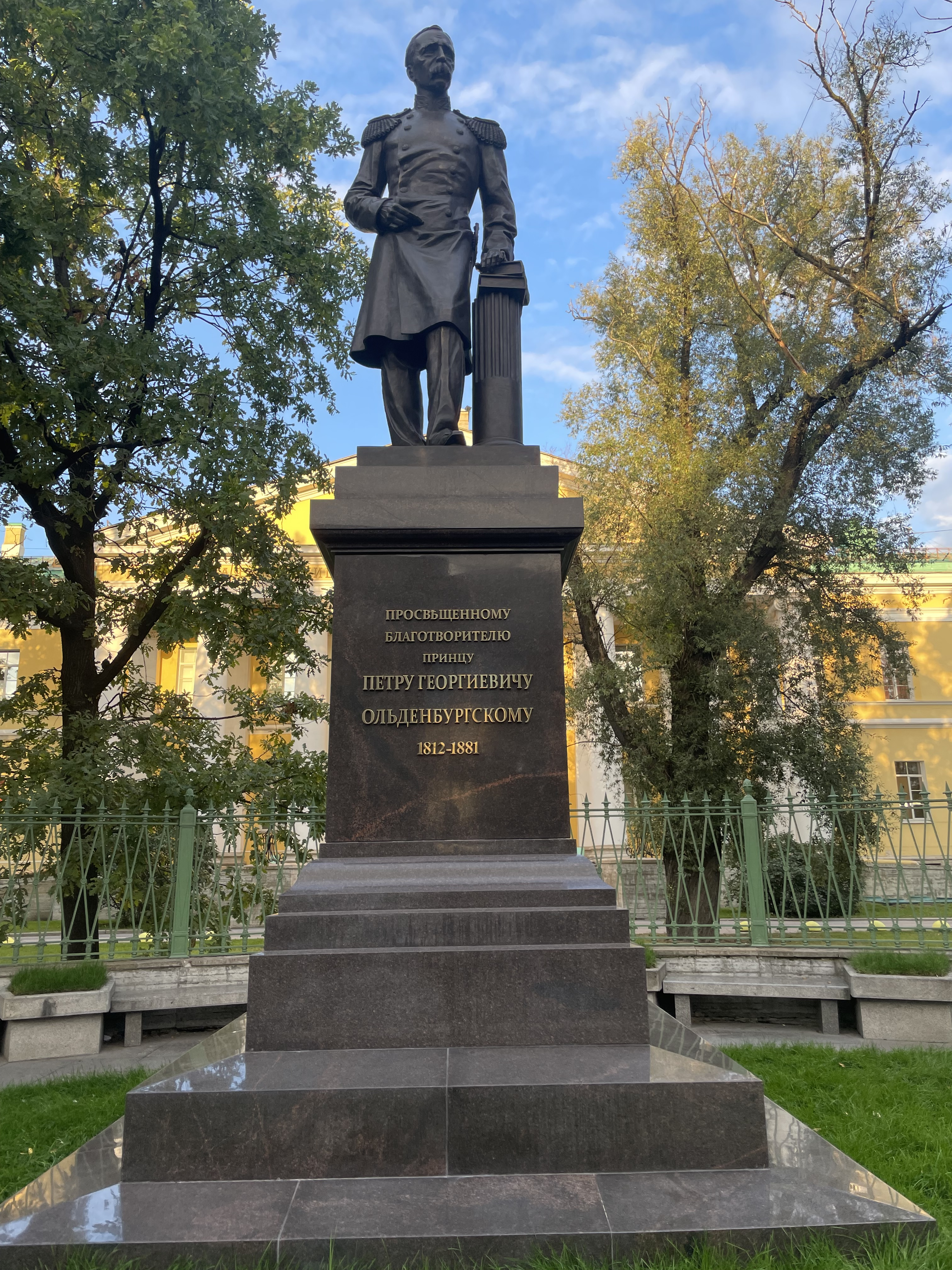
Воссозданный памятник принцу П. Г. Ольденбургскому у Мариинской больницы; скульптор Сергей Иванов, архитекторы Светлана Левошко и Инга Вержбицкая

Существуют упоминания о бюсте принца Ольденбургского, находившемся «у Варшавского вокзала». Вероятно, бюст был установлен не у вокзала, а у здания Вольного экономического общества (4-я Красноармейская ул., 1/33), президентом которого был Пётр Георгиевич.
28 ноября 1880 года вышел указ императора Александра II, в память 50-летия службы П. Г. Ольденбургского об устройстве в ведении совета Санкт-Петербургского женского патриотического общества ведомства императрицы Марии двухклассной школы на Александровском механическом заводе, с присвоением этой школе наименования «Школа принца Ольденбургского» (ныне лицей № 344, город Санкт-Петербург).
С 2006 года Санкт-Петербургским институтом права имени Принца П. Г. Ольденбургского проводится ежегодный Межрегиональный конкурс учебных судов имени Принца П. Г. Ольденбургского.